# Тальянское муниципальное образование
Тальянское муниципальное образование — муниципальное образование со статусом сельского поселения в 
Усольском районе Иркутской области России. Административный центр — Тальяны.

## Демография
| 2010  | 2011  | 2012  | 2013  | 2014  | 2015  | 2016  |
| ----- | ----- | ----- | ----- | ----- | ----- | ----- |
| 1288  | ↗1289 | ↘1269 | ↘1244 | ↘1195 | ↘1173 | ↗1180 |
| 2017  |       |       |       |       |       |       |
| ↘1139 |       |       |       |       |       |       |

По результатам Всероссийской переписи населения 2010 года численность населения муниципального образования составила 1288 человек, в том числе 603 мужчины и 685 женщин.

## Населённые пункты
В состав муниципального образования входят населённые пункты
- Тальяны
- Ходарей
- Ягаты[9]